# Sfax Médina

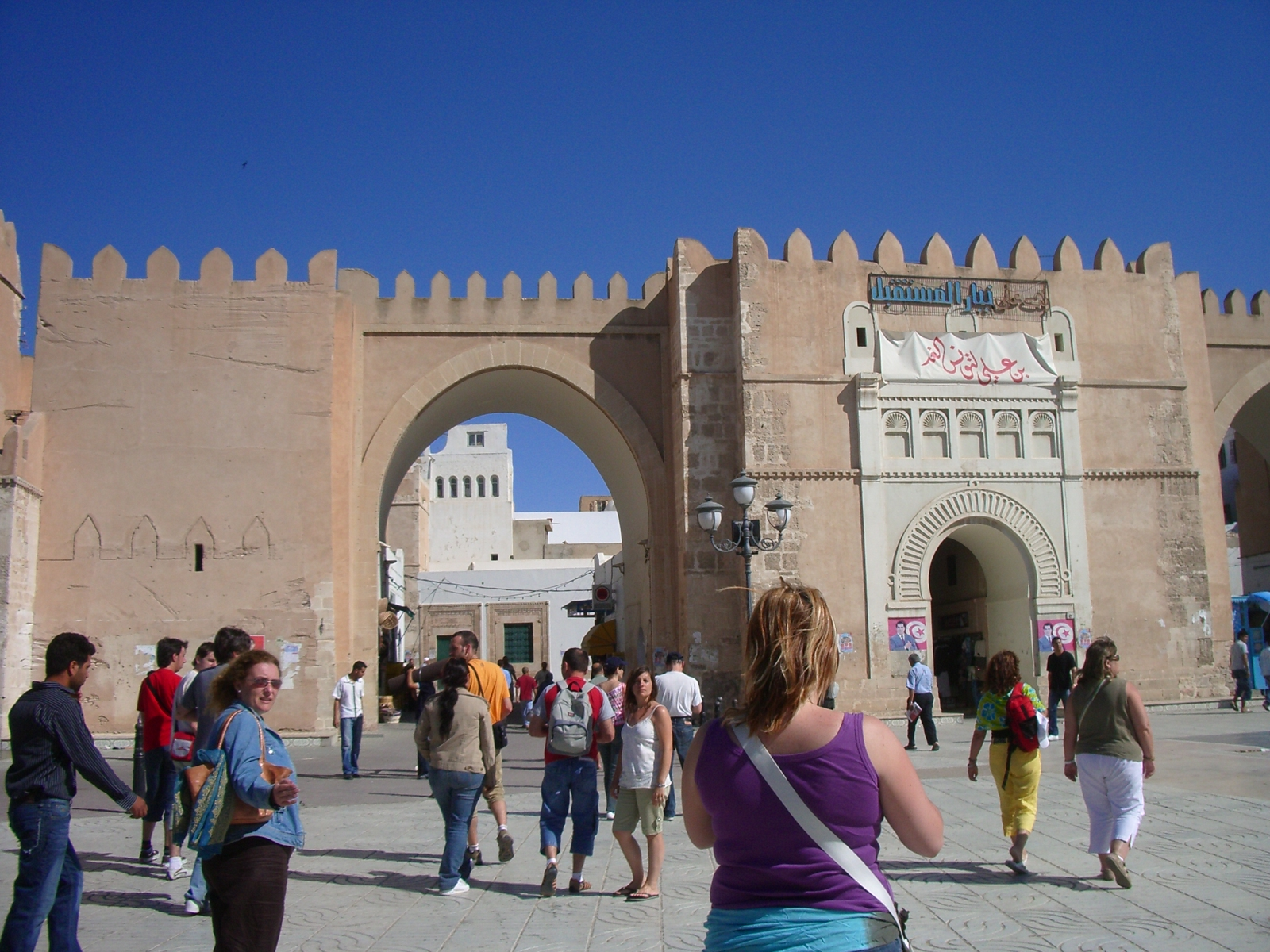
Entrada a la medina

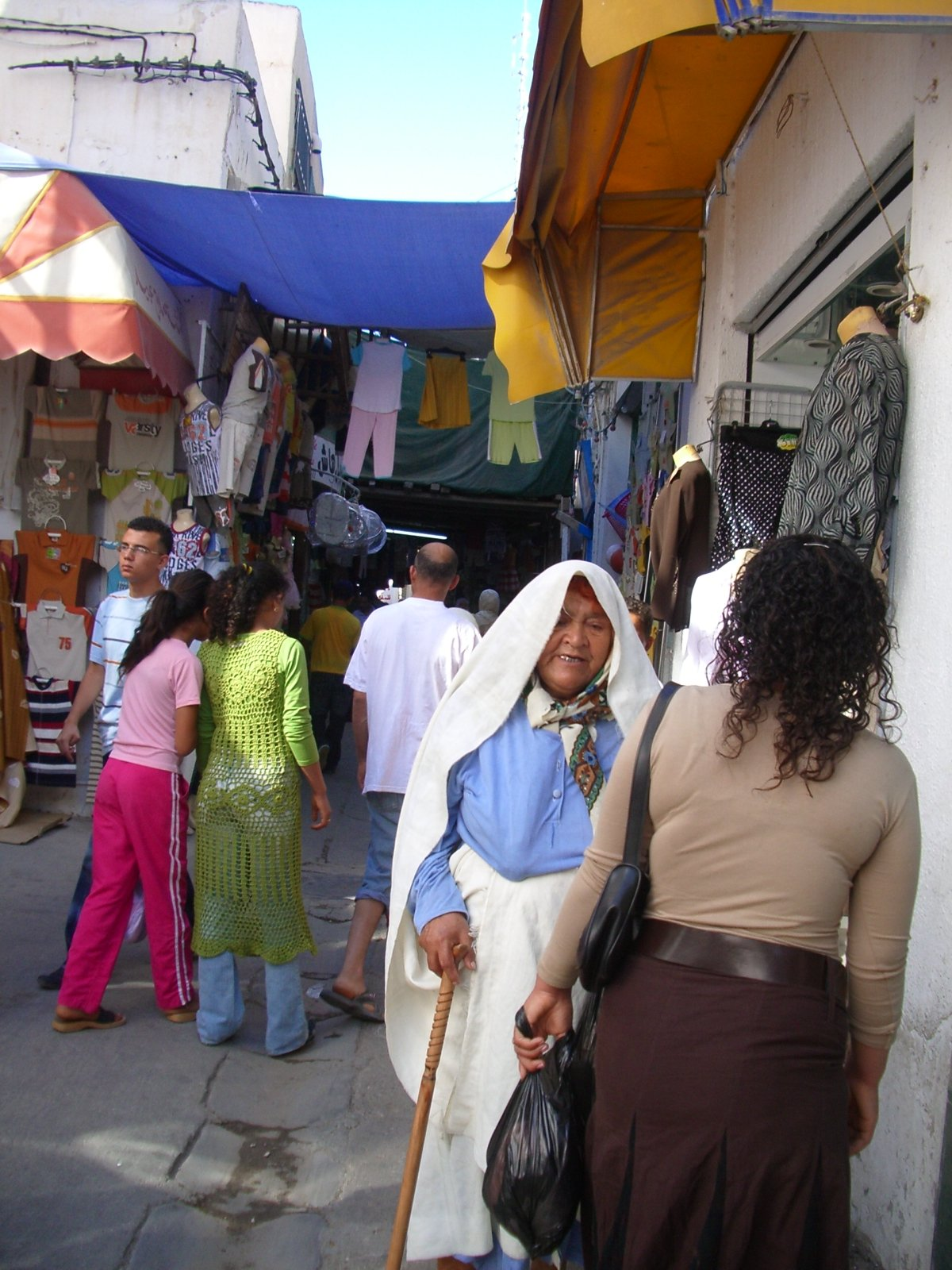
Carrer de la medina

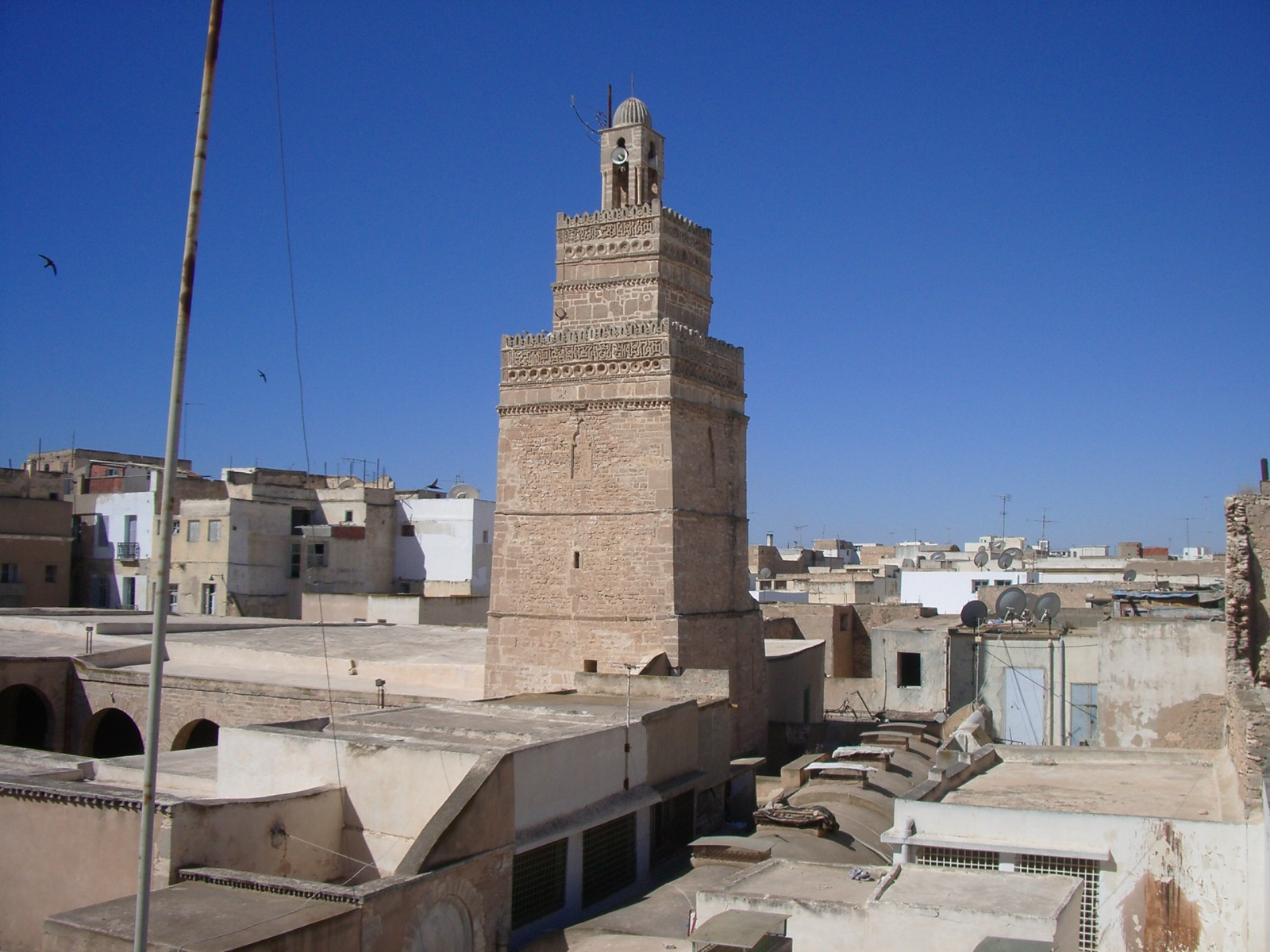
Minaret de la mesquita de la medina

La delegació o mutamadiyya de Sfax Médina o Sfax Ville (àrab: معتمدية صفاقس المدينة, muʿtamadiyyat Safāqus al-Madīna) és una delegació de Tunísia a la governació de Sfax, que abraça la part antiga de la ciutat de Sfax, coneguda com la medina, dedicada principalment a mercat, més per a la població tunisiana que per a turistes. La delegació té una població de 113.040 habitants. L'edifici principal n'és la mesquita de Sfax.

## Economia
L'activitat econòmica és comercial i artesana. A la medina, es poden veure diversos tallers artesans, sobretot de mobles treballats i pintats a mà. En destaca també un cafè turc d'època otomana.

## Administració
Com a delegació o mutamadiyya, duu el codi geogràfic 34 51 (ISO 3166-2:TN-12) i està dividida en dotze sectors o imades:
- La Medina (34 51 51)
- Bab El Bhar (34 51 52)
- Cité El Kairi (34 51 53)
- El Bassatine (34 51 54)
- Er-Rbadh (34 51 55)
- 15 Novembre (34 51 56)
- Aïn Chaikh Rouhou (34 51 57)
- Cité Ettaouidhi (34 51 58)
- Merkez Kaddour (34 51 59)
- Merkez El Pacha (34 51 60)
- Sidi Abbès (34 51 61)
- Mohamed Ali (34 51 62)

A nivell de municipalitats o baladiyyes, forma part de la municipalitat de Sfax (codi geogràfic 34 11).